# Ernst von Blankenstein

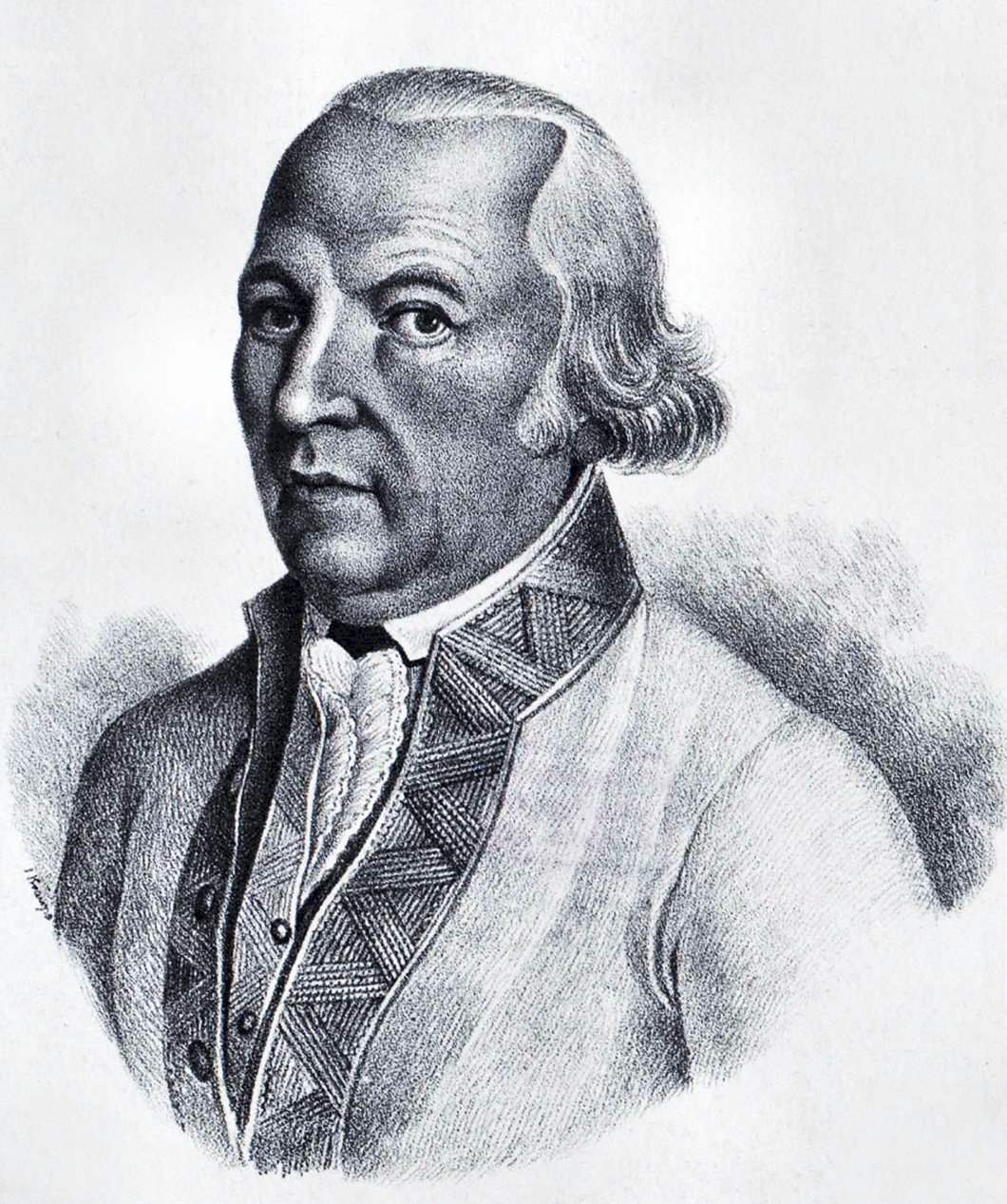
Ernst Paul Christian Graf von Blankenstein

Graf Ernst Paul Christian von Blankenstein (* 18. Juni 1733 in Reinsdorf; † 12. Juni 1816 in Battelau) war ein kaiserlicher und ab 1804 k. k. Geheimer Rat und Kämmerer sowie kaiserlicher General der Kavallerie und Inhaber des Cavallerie-Regiments Nr. 16, später (1798) Husarenregiment Nr. 6.

## Herkunft
Das wahrscheinlich aus der Rheingegend stammende Geschlecht der Blankenstein zählt zu den ältesten des deutschsprachigen Raums und war weit verzweigt. So hatte ein Blankenstein bereits 939 die Turnierpreise zu Worms ausgeteilt. Bei einem im Jahre 948 zu Costnitz (Konstanz) gehaltenen Turnier wurde ein Freiherr von Blankenstein zugelassen. Fast alle männlichen Mitglieder dieser Familie zeichneten sich durch als Offiziere im Kampf erworbenen Ruhm aus.
Der Zweig der Grafen von Blankenstein stammt aus Linderode bei Sorau. Die Stammreihe beginnt mit Hans von Blanckenstein, († 1484), Herr auf Liebsen, Hermsdorf, Nieder-Schreibersdorf und Zeipe. Sein Großvater Adolf von Blankenstein wurde Amtshauptmann im Amt Sachsenburg und kaufte 1691 das Rittergut Reinsdorf bei Heldrungen, wo er 1733 als Sohn des Leutnants Johann Christian von Blankenstein geboren wurde.
Ernsts Vater hatte acht Söhne. Vier, darunter er und sein Bruder Christoph, traten in österreichische, vier in sächsische Dienste. Drei fielen (auf dem Feld der Ehre) im Dienst des Vaterlandes. Von den vier österreichischen Offizieren erwarb auch sein Bruder Christoph Heinrich (* 2. Juni 1744; † 5. März 1827) als Generalmajor Ansehen.

## Biographie

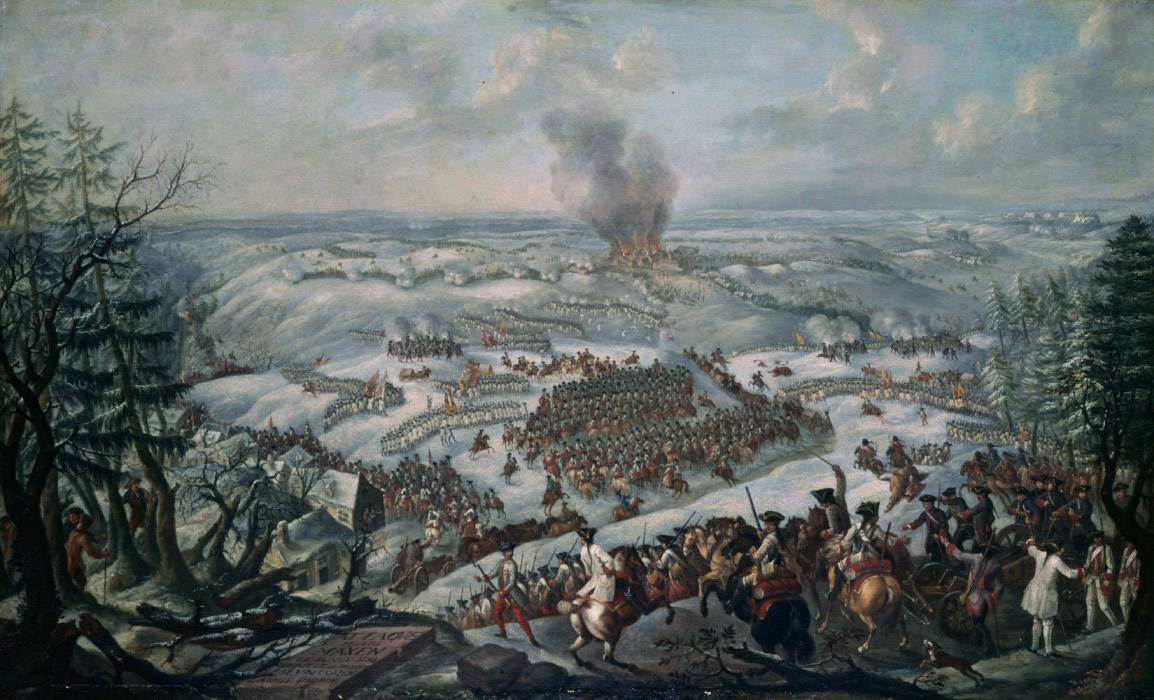
Gefecht bei Maxen

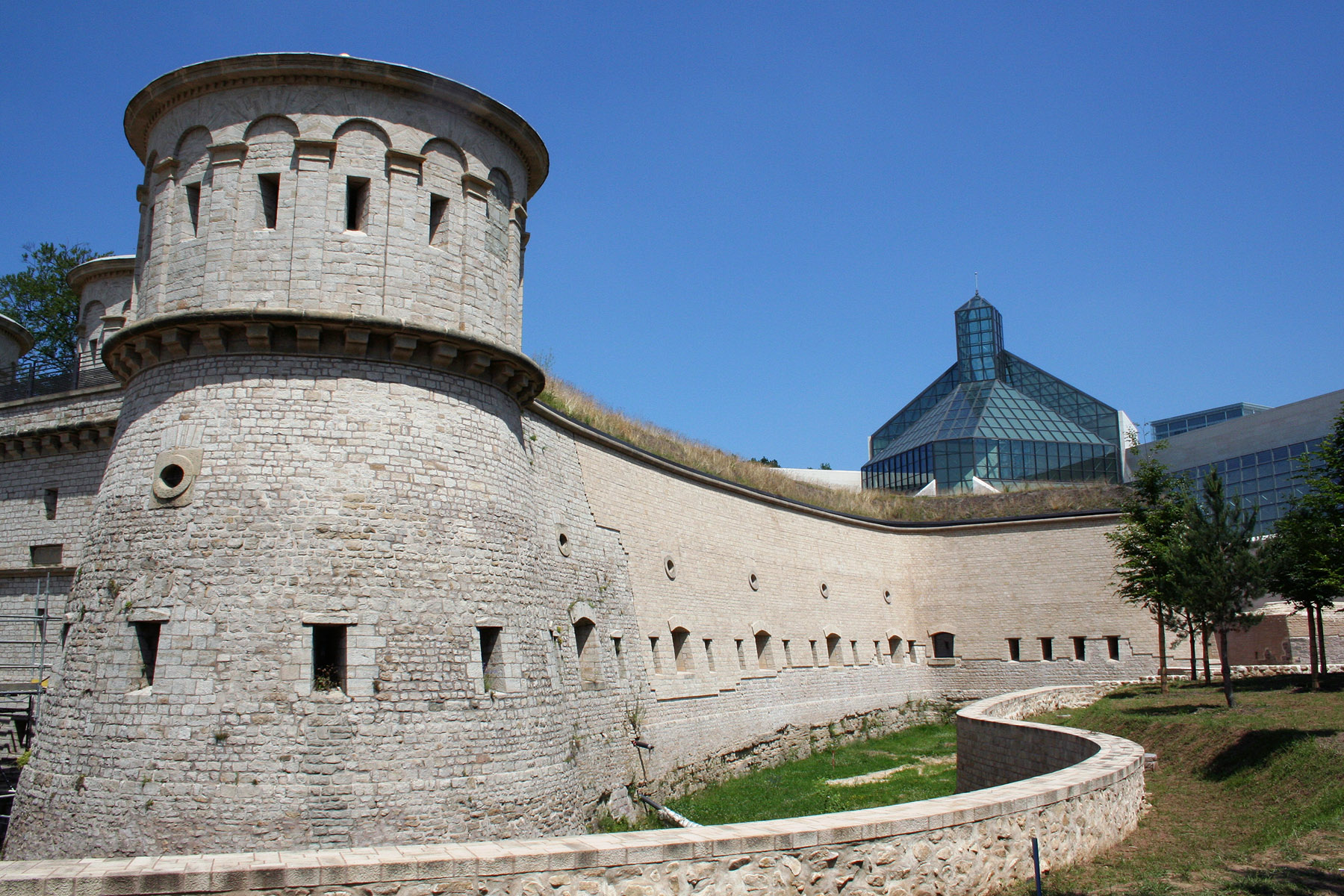
Luxemburg, Fort Thüngen

Blankenstein begann seine militärische Laufbahn unter der Ägide des kaiserlichen Kavalleriegenerals Friedrich Hannibal Freiherr von Schmertzing (1693–1762), der ihn auf einer Reise kennen- und schätzengelernt hatte. Er stellte ihn bei dem seinen Namen führenden Kürassierregiment Nr. 7 als Kornett an. In den Schlachten bei Kolin, Breslau, Hochkirch, Maxen und Troppau zeichnete er sich so sehr aus, dass er rasch zum Oberleutnant, Rittmeister und 1758 Eskadronkommandanten außer seinem Rang vorrückte. 1763 wurde er Oberstwachtmeister, 1767 Oberstleutnant, ein Jahr danach Oberst und Regimentskommandant im Dragonerregiment Bettony. Zwischendurch war er 1764, damals noch Freiherr, zum kaiserlichen wirklichen Kämmerer ernannt worden.
Am 16. Mai 1771 beförderte ihn Kaiserin Maria Theresia zum Generalfeldwachtmeister. Im Bayerischen Erbfolgekriege befehligte der Offizier die Vorhut der d’Alton’schen Heeresabteilung im Riesengebirge. Er war es, der die Preußen unter dem Erbprinzen von Braunschweig im Walde hinter den sogenannten Dreihäusern angriff und ihnen eine beträchtliche Niederlage beibrachte.
Kurz vor Ausbruch des Türkenkrieges wurde er mit Rang vom 14. Februar 1786 zum Feldmarschalleutnant befördert. Diesen Krieg machte Blankenstein bei der kroatisch-slavonischen Armeeabteilung ganz mit und zeichnete sich in demselben vor Berbir und Belgrad wiederholt aus. Im französischen Krieg kommandierte er eine Heeresabteilung von 9 Bataillonen und 14 Eskadronen bei Trier (1793), mit welchen er die Mosel deckte und als Stützpunkt des linken Flügels der großen Armee dastand. Ende September machte er, um Feldmarschall Coburgs Unternehmung auf Maubeuge zu unterstützen, einen Angriff gegen Thiouville und Saarlouis.
Der General hatte zwei Neffen aus Sachsen zu sich genommen. Beide machten alle Feldzüge, auch den gegen Russland mit, und zeichneten sich überall aus. Ihm sowie seines Bruders Johann Georg Ludwig Söhne Ludwig Heinrich, und Christian Friedrich Ferdinand wurde laut Gesetz-Artikel XXI von 1792 das ungarische Indigenat mit Baronat erteilt.
Am 21. Mai 1794 (mit Rang vom 2. Juni des Jahres) wurde er zum General der Kavallerie befördert. Indessen nahm die Gefahr um Trier bedeutend zu; endlich musste es aufgegeben werden. Durch zahlreiche Gefechte, und weil aus den Truppen des unter Blankensteins Befehl stehenden Korps die Besatzung von Luxemburg verstärkt werden musste, war seine Heeresabteilung auf 6000 Mann abgesunken; er übernahm nun das Kavallerie- und Grenadierkorps bei der Hauptarmee an der Maas unter Feldmarschall Clerfaits Oberbefehl, und hatte Anteil an den taktischen Bewegungen zur Wiedereroberung Triers, beim Vorrücken gegen Kaiserslautern, und bei dem Sieg über den Feind und dessen Rückzug auf Pirmasens. Geschwächte Gesundheit und bereits vorgerücktes Lebensalter nötigten den Grafen, sich vom Dienste im Felde zurückzuziehen.
Am 7. Mai 1796 wurde dem Offizier und seinen beiden Neffen der erbländisch-österreichische Grafenstand mit „Hoch- und Wohlgeboren“ durch Kaiser Franz II. am 7. Mai 1796 zu Wien zugestanden, anschließend das böhmische Inkolat am 21. Mai 1796 ebenda.
Der alte Graf verkaufte 1789 seine zwei väterlichen Güter im kursächsischen Reinsdorf und kaufte die Güter Battelau und Hobitschau in Mähren. Auf ersterem starb der wegen seines Gerechtigkeitssinns bei den Soldaten sehr beliebte Offizier. Bei seinem Tod war er ledig und kinderlos, seine beiden oben erwähnten Neffen setzten das Geschlecht fort, wobei jeder eine Linie stiftete.
Die Familie des Grafen Ernst von Blankenstein darf nicht mit der ebenfalls im Schlesischen (Oelsnischen) beheimateten gleichen Namens verwechselt werden. Sie führen auch völlig unterschiedliche Wappen.
Auf Blankenstein geht das Kinderlied vom „Blankenstein-Husar“ zurück.

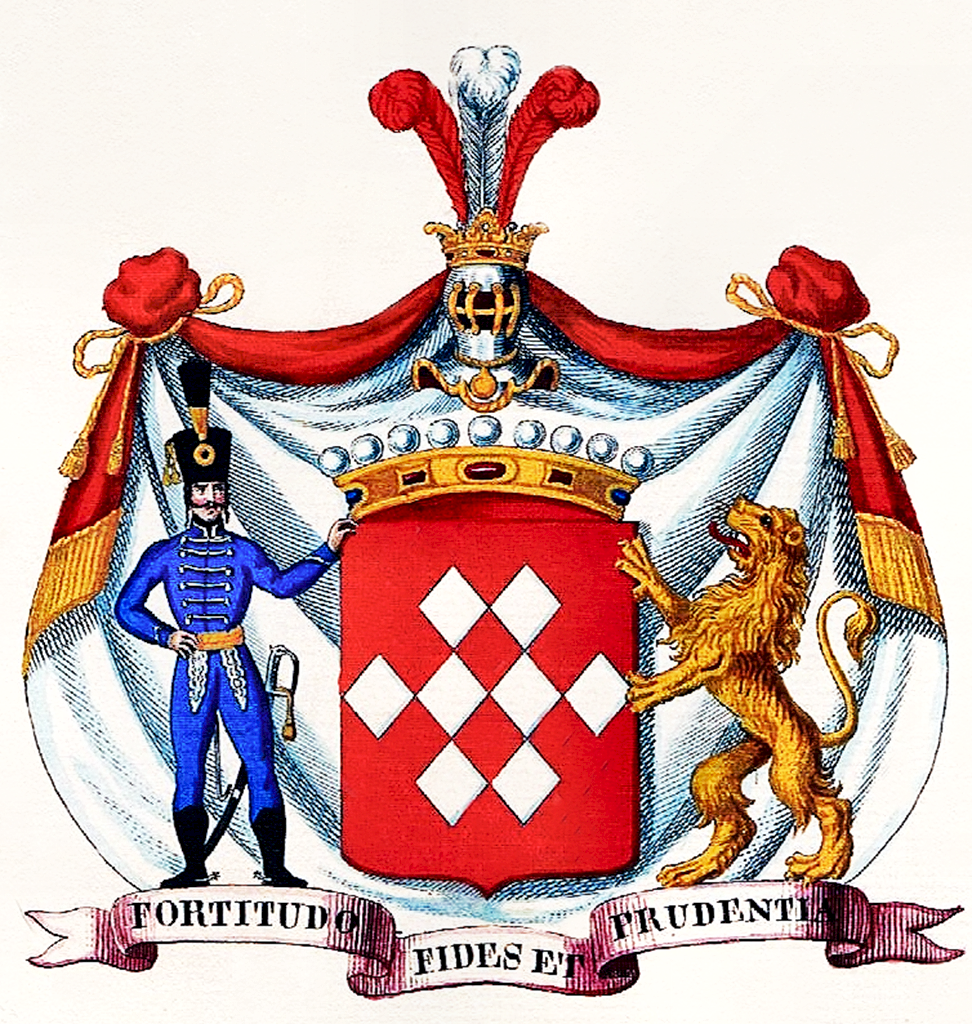
Wappen der Grafen von Blankenstein 1796

## Wappen
1796: Im roten Schilde acht silberne, in drei Reihen, 2, 4 und 2, aneinandergereihte Wecken. Den Schild deckt eine Grafenkrone, auf der sich ein gekrönter Helm erhebt, auf welchem drei Straußenfedern, die äußeren rot, die mittlere silbern, stehen. Den Schild umgibt ein roter, weißgefütterter Mantel, und ersteren hält rechts ein Husar, links ein natürlicher Löwe. Beide Schildhalter stehen auf einem fliegenden Bande mit der Devise: „Fortitudo, Fides, Prudentia“.